# Corydalis kuruchuensis
Corydalis kuruchuensis är en vallmoväxtart som beskrevs av Lidén. Corydalis kuruchuensis ingår i släktet nunneörter, och familjen vallmoväxter. Inga underarter finns listade i Catalogue of Life.